# Józef Lax
Józef Aleksander Lax, niekiedy Laks, także jako Joseph (Sepl) Lax (ur. 2 stycznia 1885, zm. 1940 w ZSRR) – polski Żyd, prawnik, adwokat i prokurator, major audytor Wojska Polskiego, przedsiębiorca, ofiara zbrodni katyńskiej.

## Życiorys
Urodził się 2 stycznia 1885 jako syn Eliasza. Został adwokatem, na początku XX wieku jego kancelaria mieściła się przy ulicy Grodzkiej 15 w Krakowie.
W rezerwie piechoty C. K. Armii został mianowany kadetem z dniem 1 stycznia 1911, potem awansowany na chorążego z dniem 1 stycznia 1911. Był przydzielony do 30 pułku piechoty. Podczas I wojny światowej został awansowany na stopień porucznika z dniem 1 lutego 1916. W 1916 pozostawał z przydziałem do 30 pułku piechoty.
Po odzyskaniu przez Polskę niepodległości został przyjęty do Wojska Polskiego. Został zweryfikowany w stopniu porucznika piechoty, a potem awansowany na stopień kapitana w korpusie oficerów zawodowych sądowych ze starszeństwem z dniem 1 czerwca 1919 i zweryfikowany z lokatą 2. W 1923 był podprokuratorem przy Wojskowy Sądzie Okręgowym Nr III w Grodnie. Został awansowany na stopień majora w korpusie oficerów sądowych ze starszeństwem z dniem 1 lipca 1923 i zweryfikowany z lokatą 2. W 1924 pełnił funkcję sędziego śledczego w Wojskowym Sądzie Okręgowym Nr II w Lublinie. W 1928 był podprokuratorem Prokuratury przy Wojskowym Sądzie Okręgowym Nr II w Lublinie. 26 lutego 1931 został mianowany przez Prezydent RP prokuratorem przy wojskowych sądach okręgowych, a minister spraw wojskowych przesunął ze stanowiska podprokuratora na stanowisko prokuratora Prokuratury przy WSO Nr II. Z dniem 30 listopada 1931 został przeniesiony w stan spoczynku. W 1934 był zweryfikowany w korpusie oficerów sądowych rezerwy z 1. lokatą i pozostawał wówczas w ewidencji Powiatowej Komendy Uzupełnień Lublin Miasto.
Mieszkał w Lublinie przy Krakowskim Przedmieściu 53. Wykonywał zawód adwokata w okręgu Sądu Okręgowego w Lublinie.
Po wybuchu II wojny światowej i agresji ZSRR na Polskę z 17 września 1939 został aresztowany przez funkcjonariuszy NKWD. Został przewieziony do więzienia przy ulicy Karolenkiwskiej 17 w Kijowie. Tam prawdopodobnie na wiosnę 1940 został zamordowany przez NKWD. Jego nazwisko znalazło się na tzw. Ukraińskiej Liście Katyńskiej opublikowanej w 1994 (został wymieniony na liście wywózkowej 71/1-13 oznaczony numerem 1768, jego tożsamość została podana jako Józef Laks). Ofiary tej części zbrodni katyńskiej zostały pochowane na otwartym w 2012 Polskim Cmentarzu Wojennym w Kijowie-Bykowni.

## Ordery i odznaczenia
- Złoty Krzyż Zasługi (10 listopada 1928)[23]